# Qazaqstan Superkubogy 2008
La Qazaqstan Superkubogy 2008 è stata la 2ª edizione della Supercoppa kazaka.
La partita si è disputata ad Almaty allo Stadio Centrale tra Aqtöbe, vincitore del campionato e Tobyl, vincitore della coppa.
A conquistare il trofeo è stato l'Aqtöbe per 2-0. Per la squadra di Aqtöbe è stato il primo titolo.

## Tabellino
| Arbitro: | Salïy (Öskemen) |

|                  |           |  |
| Strukov 14’, 88’ | Marcatori |  |

| Aqtöbe | Tobıl |

### Formazioni
|             |                         |                      |     |
|             |                         |                      |     |
|             | Uzbekistan (bandiera)   | Jasulan Dekxanov     |     |
|             | Kazakistan (bandiera)   | Pyotr Badlo          |     |
|             | Kazakistan (bandiera)   | Aleksandr Mïtrofanov | 90’ |
|             | Kirghizistan (bandiera) | Emil Kenzhesariev    |     |
|             | Kazakistan (bandiera)   | Aleksej Kosolapov    |     |
|             | Kazakistan (bandiera)   | Samat Smaqov (c)     |     |
|             | Kazakistan (bandiera)   | Ulıqbek Asanbayev    |     |
|             | Russia (bandiera)       | Marat Chajroellin    | 65’ |
|             | Kazakistan (bandiera)   | Konstantïn Golovskoy |     |
|             | Russia (bandiera)       | Sergey Strukov       |     |
|             | Uzbekistan (bandiera)   | Jafar Irismetov      | 90’ |
| Sostituti:  |                         |                      |     |
|             | Kazakistan (bandiera)   | Andreý Bogomolov     | 65’ |
|             | Kazakistan (bandiera)   | Yurïý Logvïnenko     | 90’ |
|             | Kazakistan (bandiera)   | Andrey Puşkarev      | 90’ |
| Allenatore: |                         |                      |     |
|             | Russia (bandiera)       | Vladimir Mykanov     |     |

|             |                        |                        |     |
|             |                        |                        |     |
|             | Kazakistan (bandiera)  | Jaroslav Bagïnskïy     |     |
|             | Kazakistan (bandiera)  | Dänïyar Muqanov        |     |
|             | Bielorussia (bandiera) | Valerij Tarasenko      |     |
|             | Bulgaria (bandiera)    | Stanimir Dimitrov      |     |
|             | Kazakistan (bandiera)  | Qayrat Nyrdäuletov     |     |
|             | Kazakistan (bandiera)  | Sergeý Skorıx          |     |
|             | Kazakistan (bandiera)  | Ruslan Baltıev         |     |
|             | Kazakistan (bandiera)  | Ïgorʹ Yurïn            | 46’ |
|             | Kazakistan (bandiera)  | Azamat Äubäkirov       | 46’ |
|             | Kazakistan (bandiera)  | Nurbol Jumasqalıev (c) |     |
|             | Russia (bandiera)      | Aleksandr Petoechov    | 75’ |
| Sostituti:  |                        |                        |     |
|             | Moldavia (bandiera)    | Alexandru Golban       | 46’ |
|             | Kazakistan (bandiera)  | Azat Nurğalïyev        | 46’ |
|             | Kazakistan (bandiera)  | Vladïmïr Yakovlev      | 75’ |
| Allenatore: |                        |                        |     |
|             | Kazakistan (bandiera)  | Dmïtrïy Ogay           |     |